# Toxic Walls
Toxic Walls sind eine deutsche Punkband aus Hannover, die seit über 20 Jahren mit wechselnden Mitgliedern aktiv ist.
Seit ihrer Gründung Anfang der 1990er Jahre spielte die Band bisher vier Alben unter dem Punkrock-Label Hulk Räckorz ein und unternahm mehrere kleine Club- und Konzerttouren.
Toxic Walls waren auf diversen Samplern mit Beiträgen vertreten, unter anderem Schlachtrufe BRD IV, einem Ton Steine Scherben Tribute-Sampler und Vitaminepillen.

## Geschichte
Der erste Beitrag der Band war das 1993 veröffentlichte Album Gottverdammte Scheiße („GVS“). Ein Jahr später erschien die EP Schrei es raus unter dem Label Vitaminepillen. Im gleichen Jahr spielten sie Deutschland, dunkel ist’s in Dir auf Picture-LP und CD ein.
Nach drei Jahren Abstinenz brachten sie Anfang des Jahres 1997 das Album Der Herbst in deiner Seele heraus. 1998 folgte das Album Ihr seid nicht frei, Ihr glaubt nur dran mit der angeschlossenen deutschlandweiten Tournee.
Seit 2012 sind Toxic Walls mit einigen Änderungen im Line-Up wieder aktiv und haben im Sommer eine neue EP veröffentlicht und auf ihrer Website als freien Download ins Netz gestellt.
Innerhalb der Anhängerschaft wird der Stil von Toxic Walls aufgrund vieler hintergründiger und gesellschaftskritischer Texte als Politpunk eingeordnet.

## Diskografie
- 1993: Gottverdammte Scheiße (Hulk Räckorz)
- 1994: Schrei es raus (Vitaminepillen Records)
- 1994: Deutschland, dunkel ist’s in Dir (SPV)
- 1997: Der Herbst in deiner Seele (SPV)
- 1998: Ihr seid nicht frei, Ihr glaubt nur dran (Hulk Räckorz)
- 2012: Das Leben des Karl Klein